# 崔法峻
崔法峻（？—？），名国，一作冏，字法峻，清河郡东武城县（今河北省衡水市故城县）人，东魏、北齐官员。

## 生平
崔法峻从小喜爱学习，博览经传，会很多技艺，特别擅长相术，在东魏任司空参军。北齐天保初年，崔法峻出任尚药典御，乾明年间出任高阳郡太守、太子家令。武平年间，崔法峻出任散骑常侍、署理仪同三司，官位最终升到鸿胪卿。武平六年（575），崔法峻跟随齐后主高纬前往晋阳时，曾经对中书侍郎李德林说：“近日看高相王以下文武官吏的相貌，都已尽人力之所为，我口中不忍说。只有小弟你一人更应富贵，应当在其他王朝，不在本朝，我来不及见到了。”崔法峻的精妙就是如此。崔法峻个性廉洁谨慎，恭顺俭约注意修身，所得到的俸禄必定分给亲朋好友。临终前，崔法峻告诫两个儿子说：“恭顺勤俭是福的来源，傲慢奢侈是祸的先兆。驾着福的车子就有健康快乐，踏着祸的兆头就会倾倒覆灭，你们要警戒啊！我死以后，用时服收敛，祭祀也不要用牛羊猪，棺材只要把尸体装下，埋在地下不露出来就行了。”崔法峻去世后，长子崔修遵循父亲的命令。

## 家庭

### 祖父
- 崔彧，北魏宁远将军、冀州别驾

### 父亲
- 崔景哲，东魏太中大夫、司徒长史